# Н010 Жук
Н010 «Жук» — семейство многофункциональных авиационных БРЛС производства корпорации «Фазотрон-НИИР». БРЛС «Жук» предназначены для контроля воздушного пространства вокруг самолёта, обнаружения и сопровождения как воздушных, так и наземных/надводных целей, ведения автоматического картографирования местности, а также наведения по обнаруженным целям различных видов ракетного вооружения. Устанавливаются на самолёты МиГ-29, Су-27 и их модификации, а также на вертолёт Ка-52К.
Модульность конструкции позволяет модернизировать и совершенствовать БРЛС без полной замены аппаратуры.

## История
В 2004 году был завершён первый этап (наземные испытания) программы ГСИ РЛС «Жук» с щелевой антенной решёткой (ЩАР). В том же году начались работы по модификации РЛС «Жук» с активной фазированной антенной решёткой (АФАР).
В 2010 году впервые были продемонстрированы возможности РЛС «Жук» с АФАР по наведению ракет «воздух-воздух» РВВ-АЕ и управляемых авиабомб КАБ-500.

## Варианты

### Жук-8-II
Жук-8-II — модификация для китайского истребителя J-8IIM. Представляет собой импульсно-доплеровскую РЛС с планарной ЩАР.
Дальность обнаружения цели типа «истребитель» в передней полусфере составляет 80 км, в задней — 40; обеспечено одновременное сопровождение 10 целей и обстрел двух из них. Зона обзора по азимуту составляет ±90°. Вес Жук-8-II — 240 кг. Кроме задач воздушного боя, данная РЛС обладает возможностью работать и по наземным целям в режимах картографирования местности, селекции движущихся целей и определения их координат. По своим характеристикам данная РЛС несколько уступает модификации Жук-27, предназначенной для установки на более тяжёлые Су-27, поставлявшиеся в Китай.

### Жук-Ф
Жук-Ф (Жук-Фазированная антенная решётка, экспортное обозначение Жук-ФЭ) — бортовая РЛС с пассивной ФАР, предназначенная для установки на самолёты МиГ-33 (МиГ-29М/М3), а в экспортной модификации на китайские самолёты Chengdu J-10. Позволяет одновременно обнаруживать 24 цели, сопровождать 8 из них и обстреливать 2.

### Жук-МФ
Жук-МФ (Жук-Модернизированная с Фазированной антенной решёткой, экспортное обозначение Жук-МФЭ) представляет собой модернизацию РЛС Жук-М с использованием ПФАР. При диаметре 700 мм масса РЛС составила 285 кг. Жук-МФ позволяет одновременно сопровождать до 20 целей и обстреливать 4 из них.

### Жук-МСФ
Н031 Жук-МСФ (Жук-Модернизированная Сухого Фазированная, так же известная как «Сокол», экспортное обозначение Жук-МСФЭ) — многофункциональная бортовая радиолокационная станция, предназначенная для установки на самолёты Су-33УБ (Су-27КУБ), а также на Су-30МК и Су-37. Данная БРЛС имеет азимутальный обзор 140 градусов (углы азимутального сканирования ±70°) и обеспечивает одновременное сопровождение до 24 целей и обстрел 8 из них. По сравнению со своими предшественницами имеет бо́льшую площадь пассивной ФАР.

### Жук-МА
Жук-МА (Жук-Модернизированная с Активной фазированной антенной решёткой, экспортное обозначение Жук-МАЭ) — первая модификация РЛС семейства «жук» с использованием АФАР, созданная в 2005 году. Зеркало ФАР, содержащее 1148 ППМ, было наклонено на 20 градусов. Однако большие габариты и масса (около 520 кг) определили необходимость проведения работ по дальнейшей модификации БРЛС.

### Жук-А
Жук-А (Жук-Активная фазированная антенная решётка, экспортная модификация — Жук-АЭ) — облегчённая версия «Жук-МА». На первом этапе количество ППМ было сокращено до 680 (170 счетверённых модулей) по 5 ватт каждый, диаметр антенны составлял 575 мм, зеркало АФАР не имело наклона. Всё это позволило сократить массу до 220 килограммов. Стоимость одного модуля оценивалась величиной порядка 1500 долларов. После усовершенствования диаметр антенны «Жук-А» увеличился до 688 мм, количество ППМ — до 1064 с увеличением мощности вдвое, при этом масса станции не превышала 280 кг. Предполагается, что «Жук-А» станет основной БРЛС для истребителей МиГ-35.
В конце 2006 — начале 2007 года опытный образец «Жук-АЭ» установлен на демонстрационном МиГ-35 с бортовым номером «154». В феврале 2007 года этот первый российский самолёт с реальной АФАР был показан на авиационной выставке в Бангалоре. С сентября 2009 года начинаются оценочные лётные испытания в рамках тендера индийских ВВС. Всего для этих испытаний подготовлено два лётных образца АФАР. Проведённые лётные испытания продемонстрировали, что дальность действия по цели с ЭПР 5 м2 составляет свыше 130 км в передней полусфере и 60 км в задней, дальность действия по наземным целям составила 61—72 км, картографирование местности было проведено с разрешением 5×5 м. Усовершенствованная версия «Жук-А» должна будет обнаруживать истребители противника на дистанции 200 км, а разрешение картографирования местности возрастёт до 1×1 м.
В 2010 году начато серийное производство «Жук-АЭ». Предполагается, что стоимость каждой БРЛС составит 3,5—4 млн долларов.

## Технические характеристики
| Модификация                                        | Жук                                   | Жук-8-II                              | Жук-27                                | Жук-М                                 | Жук-МС                                | Жук-Ф                                 | Жук-МФ                                | Жук-МСФ                               | Жук-МА                                | Жук-А (демонстратор/серия)            |
| -------------------------------------------------- | ------------------------------------- | ------------------------------------- | ------------------------------------- | ------------------------------------- | ------------------------------------- | ------------------------------------- | ------------------------------------- | ------------------------------------- | ------------------------------------- | ------------------------------------- |
| Год создания                                       | 1986                                  | ~1995                                 |                                       |                                       |                                       |                                       |                                       |                                       | 2005                                  | 2009 / 2010                           |
| радиотехнические характеристики                    |                                       |                                       |                                       |                                       |                                       |                                       |                                       |                                       |                                       |                                       |
| Диапазон частот                                    | Х-диапазон (10 ГГц, длина волны 3 см) | Х-диапазон (10 ГГц, длина волны 3 см) | Х-диапазон (10 ГГц, длина волны 3 см) | Х-диапазон (10 ГГц, длина волны 3 см) | Х-диапазон (10 ГГц, длина волны 3 см) | Х-диапазон (10 ГГц, длина волны 3 см) | Х-диапазон (10 ГГц, длина волны 3 см) | Х-диапазон (10 ГГц, длина волны 3 см) | Х-диапазон (10 ГГц, длина волны 3 см) | Х-диапазон (10 ГГц, длина волны 3 см) |
| Тип антенны                                        | щелевая антенна                       | щелевая антенна                       | щелевая антенна                       | щелевая антенна                       | щелевая антенна                       | ПФАР                                  | ПФАР                                  | ПФАР                                  | АФАР                                  | АФАР                                  |
| Количество ПрМ (ППМ), шт                           |                                       |                                       |                                       |                                       |                                       |                                       |                                       |                                       | 1148                                  | 680 / 1016                            |
| Средняя мощность передатчика, кВт                  | 1,2                                   |                                       | 1,2…1,5                               | 1,2…1,5                               |                                       |                                       |                                       | 2                                     |                                       |                                       |
| Потребляемая мощность, кВт                         | 8,5                                   |                                       | 12                                    | 12                                    |                                       |                                       |                                       | 12                                    |                                       |                                       |
| зоны контроля                                      |                                       |                                       |                                       |                                       |                                       |                                       |                                       |                                       |                                       |                                       |
| По азимуту, град                                   | 170 (±85)                             | 180 (±90)                             | 180 (±90)                             | 180 (±90)                             |                                       |                                       | 140 (±70)                             | 140 (±70)                             |                                       |                                       |
| По углу места, град                                | 95 (-40 — +55)                        | 95 (-40 — +55)                        | 100 (-40 — +60)                       | 100 (-40 — +60)                       |                                       |                                       | 140 (±70)                             | 140 (±70)                             |                                       |                                       |
| дальность обнаружения (по типам целей)             |                                       |                                       |                                       |                                       |                                       |                                       |                                       |                                       |                                       |                                       |
| Истребитель (ПП)                                   | 80                                    | 80                                    | 110…130                               | 110…130                               |                                       |                                       | 110                                   | 180                                   |                                       | 148 / 200                             |
| Истребитель (ЗП)                                   | 40…50                                 | 40…50                                 | 45…60                                 | 45…60                                 |                                       |                                       | 50                                    | 80                                    |                                       | 60                                    |
| Железнодорожный мост                               |                                       |                                       |                                       | 120                                   | 130                                   |                                       | 120                                   | 130                                   |                                       |                                       |
| Эсминец                                            |                                       |                                       |                                       | 300                                   | 300                                   |                                       | 300                                   | 300                                   |                                       |                                       |
| производительность (одновременная обработка целей) |                                       |                                       |                                       |                                       |                                       |                                       |                                       |                                       |                                       |                                       |
| Сопровождаемые                                     | 10                                    | 10                                    | 10…20                                 | 10…20                                 |                                       | 8                                     | 20                                    | 30                                    |                                       | 30                                    |
| Обстреливаемые                                     | 2                                     | 2                                     | 2…4                                   | 2…4                                   |                                       | 2                                     | 4                                     | 8                                     |                                       | 8                                     |
| массо-габаритные и эксплуатационные характеристики |                                       |                                       |                                       |                                       |                                       |                                       |                                       |                                       |                                       |                                       |
| Вес, кг                                            | 250                                   | 240                                   | 220…260                               | 220…260                               |                                       |                                       | 285                                   | 245                                   | 520                                   | 240 / < 280                           |
| Диаметр антенны, мм                                |                                       |                                       |                                       | 624                                   | 960                                   |                                       | 700                                   | 980                                   | 700                                   | 500 / 688                             |
| Наработка на отказ, час                            | 120                                   |                                       | 120…200                               | 120…200                               |                                       |                                       |                                       | 200                                   |                                       |                                       |
| совместимость                                      |                                       |                                       |                                       |                                       |                                       |                                       |                                       |                                       |                                       |                                       |
| Самолёты-носители                                  | МиГ-29С                               | J-8                                   | Су-27, Су-33, МиГ-29СМТ-2             | Су-27, Су-33, МиГ-29СМТ-2             |                                       | МиГ-33, J-10                          | Су-33УБ, Су-30МК, Су-37               | Су-33УБ, Су-30МК, Су-37               | МиГ-35                                | МиГ-35                                |